# 캐터필러

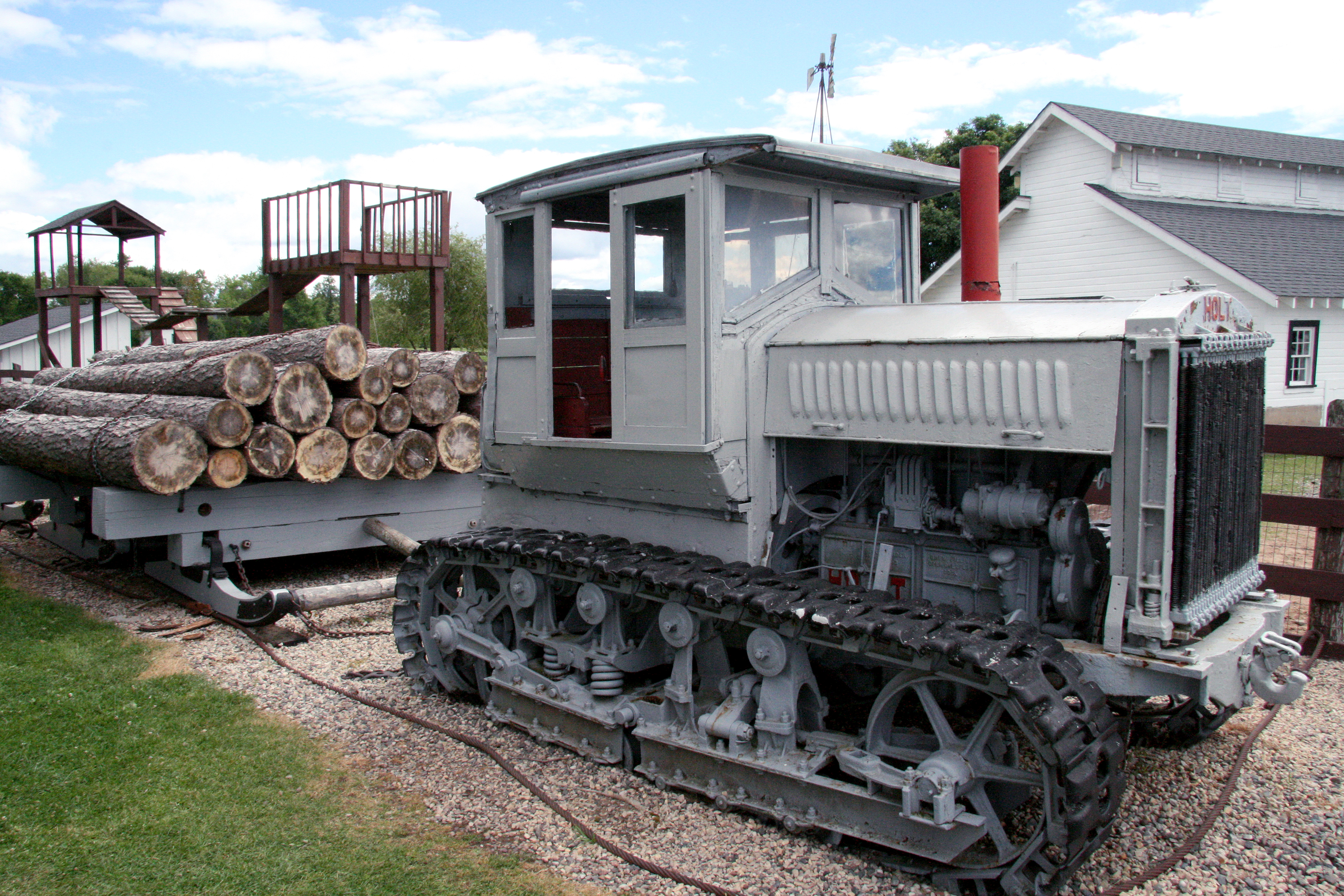
HOLT (1925)

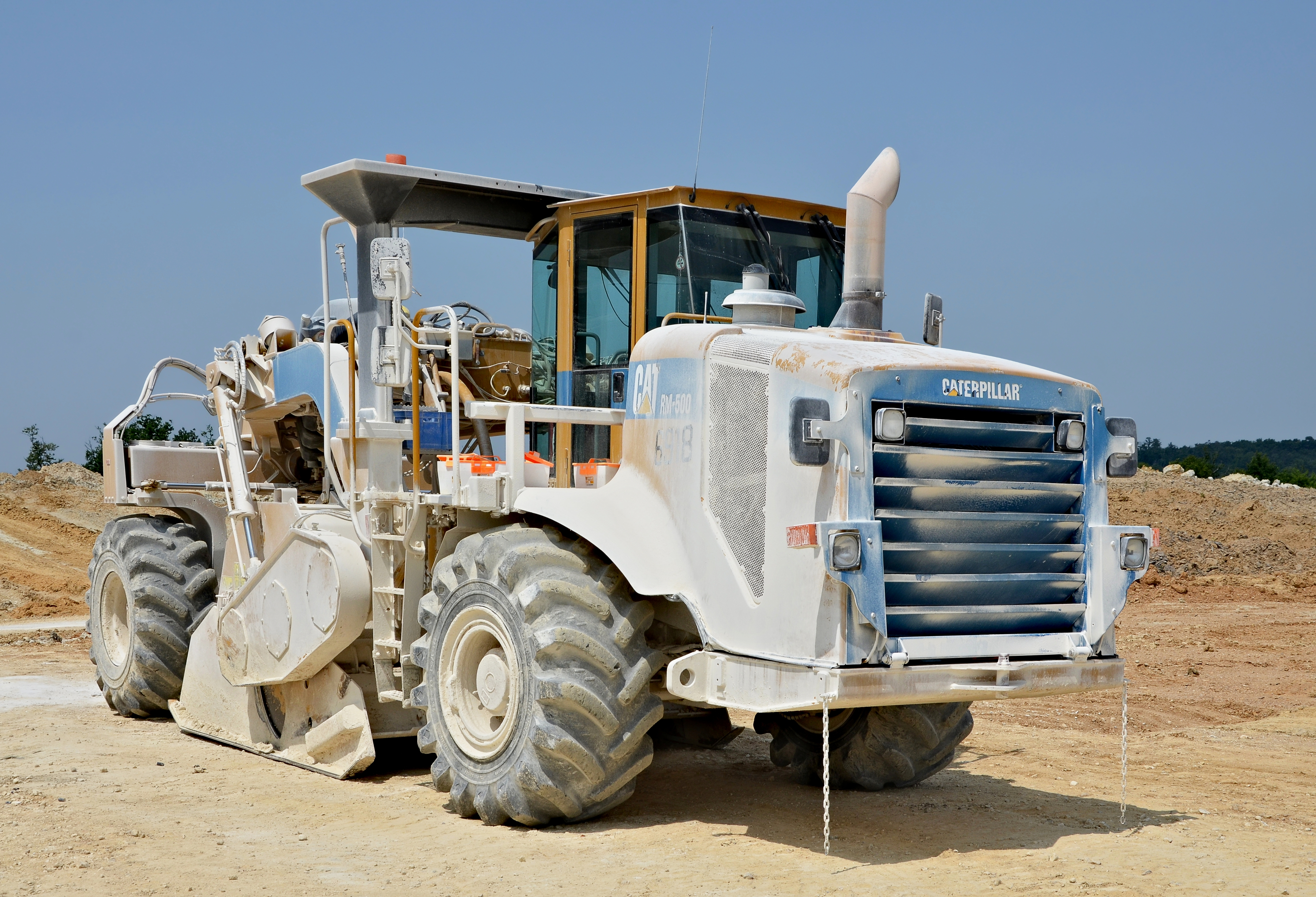

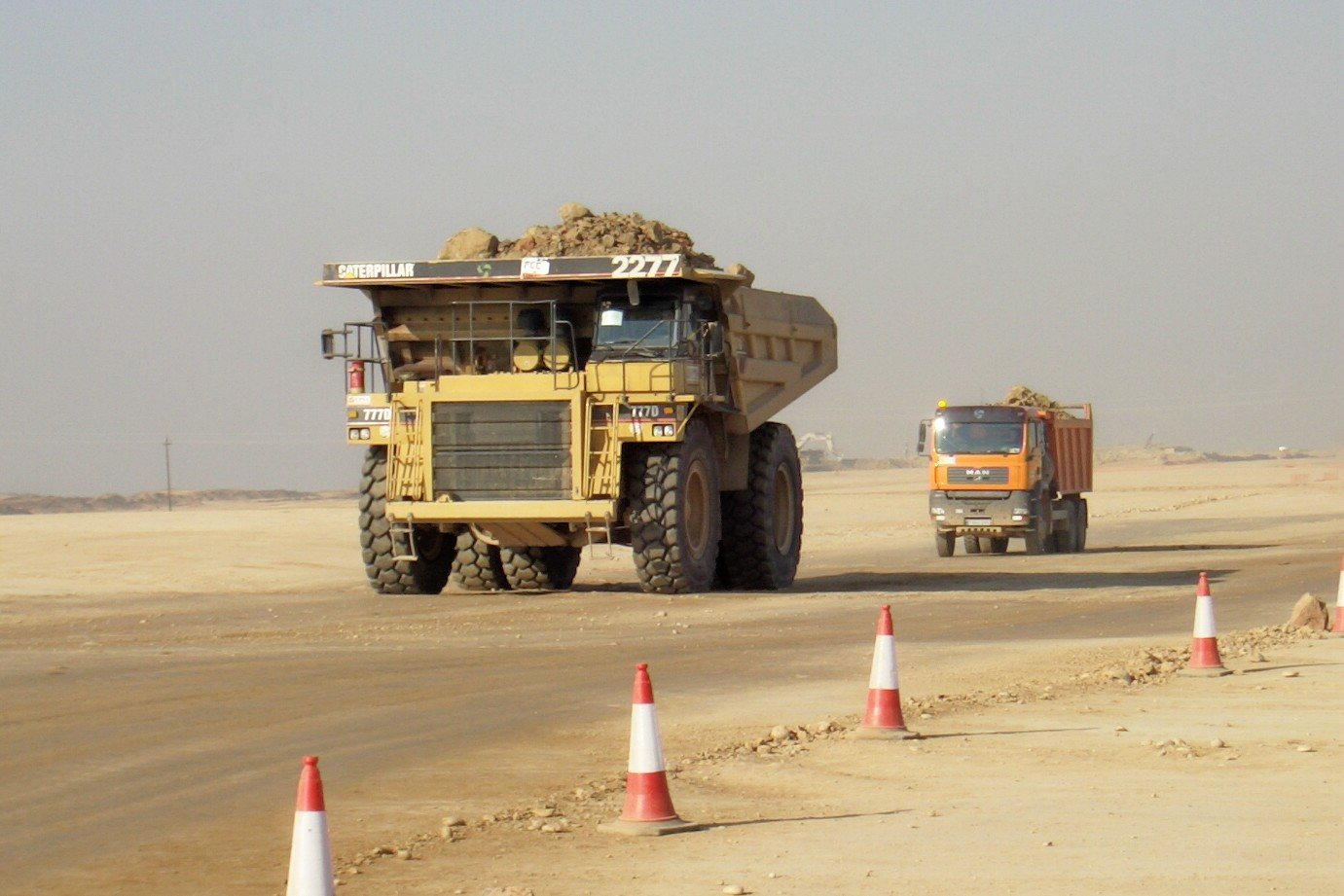
Caterpillar 777D

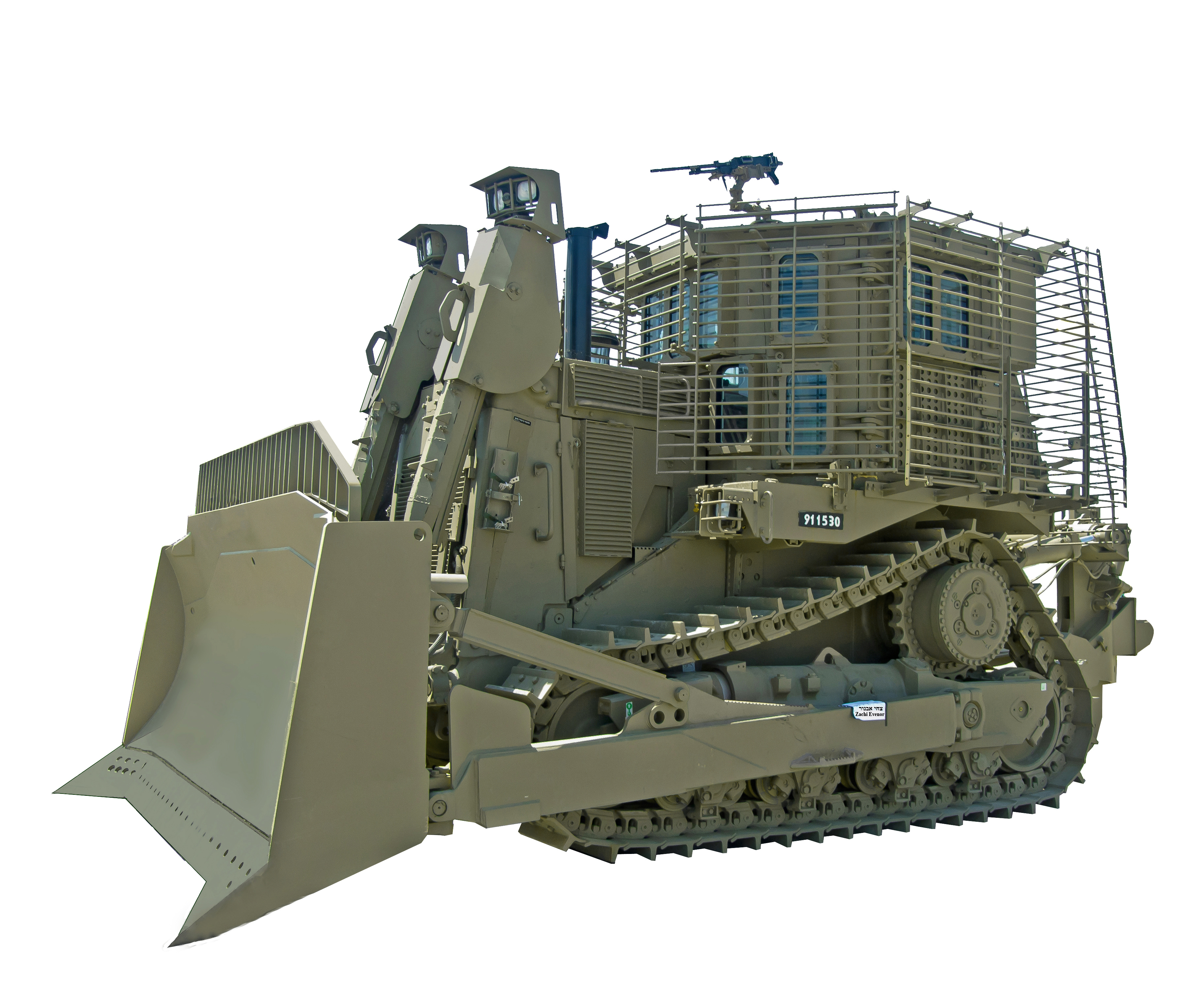
Caterpillar D9R armored bulldozer used by the Israel Defense Forces to demolish palestinian houses

캐터필러(Caterpillar Inc., NYSE: CAT)는 미국 일리노이주 피오리아에 본사를 둔 기업이다. CAT라는 줄임말로 불리기도 한다. 이 회사의 홈페이지에 따르면, 캐터필러 사는 세계 최대의 건설/광산 장비, 가스 엔진, 공업용 가스터빈 생산 업체이다.
캐터필러 사의 유명한 생산품은 불도저를 비롯한 다양한 종류의 중장비이며, 무한궤도와 노란색 도색이 그 특장점이다. 이 회사는 다우 존스 산업평균지수를 구성하는 30개 기업 중 하나이며, 2008년 포춘 500 순위에서는 50위를 차지하기도 하였다.
이 회사에서 생산하는 차량의 특징은 고무바퀴를 사용한 차륜형 차량이 아닌 철제 무한궤도를 이용한 궤도형 차량이라는 것이다. 그래서 캐터필러는 궤도차의 대명사가 되기도 했다. 수십 개의 철판을 연결한 궤도를 바퀴에 연결하여 톱니바퀴처럼 생긴 바퀴를 궤도의 구멍에 연결하고, 바퀴가 돌아갈 때 궤도도 같이 돌아가게 하는 방법으로 차량을 움직이는 것이 궤도차량의 특징이다. 주로 고무바퀴를 사용할 수 없을 정도로 거친 지형에서 사용되며 이 때문에 군용 전차에 많이 사용된다.

## 제품소개
- 굴삭기
- 휠로더
- 스키드로더/콤팩트 트랙로더(멀티 터레인 로더)
- 모터 그레이더
- 광산용 덤프
- 험지용 덤프
- 트랙로더
- 진동롤러
- 아스팔트 휘니셔
- 콤팩터
- 노면파쇄기
- 백호로더
- 텔레스코픽 핸들러
- 머트리얼처리용 굴삭기
- 데몰리션굴삭기(철거용)
- 디젤지게차/전동지게차/LPG지게차
- 비상용 발전기
- 해상용 발전기

## 참고 문헌
- Orlemann, Eric C. Caterpillar Chronicle, The History of the World's Greatest Earthmovers. Minneapolis, MN: MBI Publishing Company, 2000. ISBN 978-0-7603-3673-1